# Чабаны (Киевская область)
Чабаны (укр. Чабани) — посёлок, входит в Фастовский район (до 2020 года в Киево-Святошинский район) Киевской области Украины.
Административный центр Чабановская сельская община.

## История
Поселения на территории нынешних Чабанов существовали ещё в неолите, около 5—4 тысяч лет до н. э. Возле поселка проходит земляной вал скифских времен. Неподалёку есть возвышенность, на которой, по одной из версий, стоял летописный Звенигород. Сами же Чабаны были основаны в первой четверти XVIII века как хутор. Об их появлении есть несколько легенд.
Статус поселка городского типа Чабаны получили в 1971 году.
В январе 1989 года численность населения составляла 3285 человек.
На 1 января 2013 года численность населения составляла 4048 человек.

## Местный совет
08162, Киевская обл., Фастовский р-н, пгт Чабаны, ул. Машиностроителей, 4.